# Prisión Militar de Viñas Cué
La Prisión Militar de Viñas Cué o simplemente Viñas Cué, es el nombre que recibe un conocido complejo penitenciario estatal localizado en el barrio Botánico de la ciudad de Asunción, capital del Paraguay. 
Personajes como Lino Oviedo, un conocido militar y político paraguayo, han permanecido detenidos en el lugar.
El Senado de Paraguay a través de un comisión parlamentaria ha realizado visitas para supervisar el espacio.
La cárcel está bajo control de las Fuerzas Armadas de ese país.